# Terras altas
O termo Terras altas ou planalto é utilizado para descrever qualquer região de montanhas ou platôs montanhosos. Geralmente, o termo planalto tende a ser empregado para serras tipicamente a alturas superiores a 500 m e o termo terras altas para cadeias de pequenas montanhas.
O termo é ocasionalmente empregado para descrever um clima montanhoso específico, denominado zona de terras altas. A zona de terras altas é situada numa área relativamente de baixa altitude e é distinta pelo crescimento de arbustos grossos como esturgas, gramíneas cespitosas, e árvores e arbustos caducifólios.